# NGC 785
NGC 785 je eliptická galaxie v souhvězdí Trojúhelníku. Její zdánlivá jasnost je 12,8m a úhlová velikost 1,5′ × 1,1′. Je vzdálená 228 milionů světelných let, průměr má 100 000 světelných let. Je členem skupiny galaxií galaxie NGC 777. Galaxii objevil 25. října 1876 Édouard Stephan. Byla katalogizována duplicitně do Index Catalogue jako IC 1766.